# 국립제주검역소
국립제주검역소(國立濟州檢疫所, Jeju National Quarantine Station)는 대한민국 질병관리청 산하 호남권질병대응센터의 소속기관이다. 1966년 1월 7일 발족하였으며, 제주특별자치도 제주시 청사로 59에 위치하고 있다. 소장은 기술서기관으로 보한다.

## 연혁
- 1958년 2월 22일: 보건사회부 소속으로 제주해항검역소 설치.
- 1960년 8월 12일: 국립제주해항검역소로 개편.
- 1966년 1월 7일: 국립제주검역소로 개편.
- 1975년 11월 24일: 제주국제공항지소 개소.
- 1994년 12월 23일: 보건복지부 소속으로 변경.
- 2008년 2월 29일: 보건복지가족부 소속으로 변경.
- 2010년 3월 19일: 보건복지부 소속으로 변경.
- 2020년 9월 12일: 질병관리청 산하 호남권질병대응센터 소속으로 변경

## 소속기관
- 제주국제공항지소

## 검역항
- 본부 관할: 제주항, 서귀포항, 제주민군복합형관광미항
- 제주국제공항지소 관할: 제주국제공항